# Třída Ibuki
Třída Ibuki byla třída pancéřových křižníků japonského císařského námořnictva. Byly to poslední postavené japonské pancéřové křižníky. Celkem byly postaveny dvě jednotky této třídy. Ve službě byly v letech 1909–1923. Od roku 1912 byly japonským námořnictvem klasifikovány jako bitevní křižníky. Na základě odzbrojovací Washingtonské konference byly vyřazeny a sešrotovány. Prototypová jednotka Ibuki byla první japonskou válečnou lodí poháněnou parními turbínami.

## Stavba
Velké a silně vyzbrojené pancéřové křižníky třídy Ibuki navazovaly na předcházející třídu Cukuba. Původně byly identické, zdržení ve stavbě druhé jednotky Ibuki bylo využito pro úpravu konstrukce na pohon parními turbínami. Dvě jednotky této třídy postavily v letech 1905–1911 japonské loděnice v Jokosuce a v Kure.
Jednotky třídy Ibuki:
| Jméno  | Loděnice | Založení kýlu   | Spuštěna           | Vstup do služby   | Poznámka                  |
| ------ | -------- | --------------- | ------------------ | ----------------- | ------------------------- |
| Ibuki  | Kure     | 22. května 1907 | 21. listopadu 1907 | 1. listopadu 1909 | Vyřazen 1923, sešrotován. |
| Kurama | Jokosuka | 23. srpna 1905  | 21. října 1907     | 28. února 1911    | Vyřazen 1923, sešrotován. |

## Konstrukce

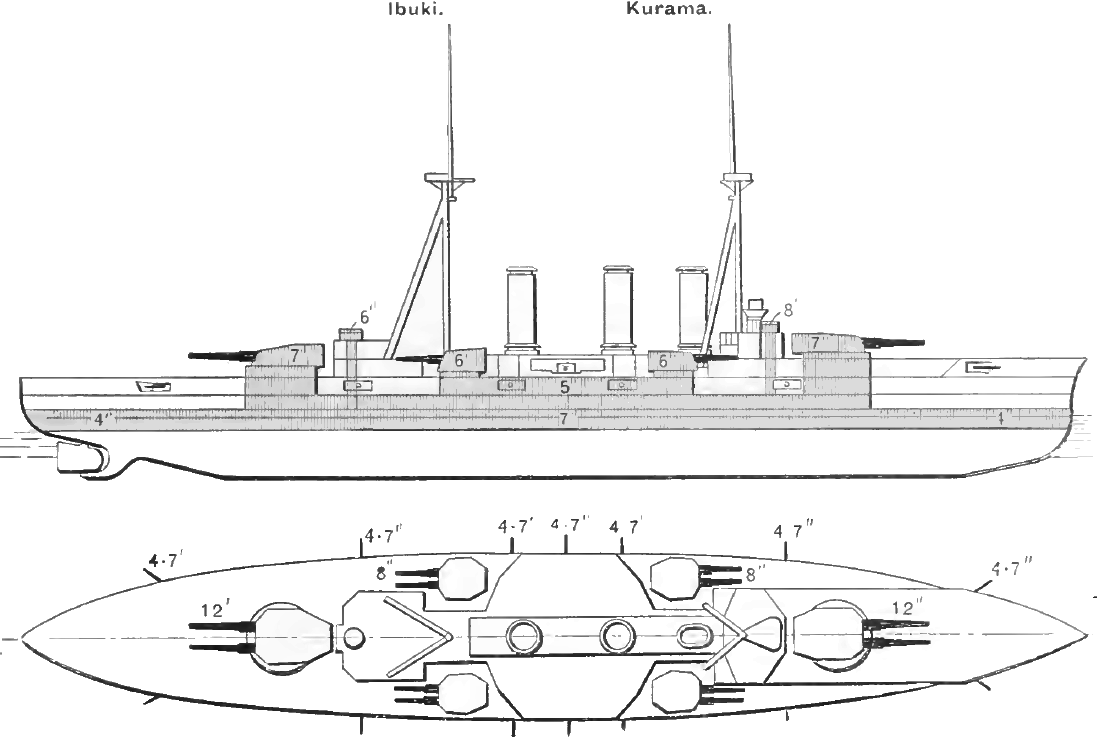
Základní uspořádání třídy Ibuki

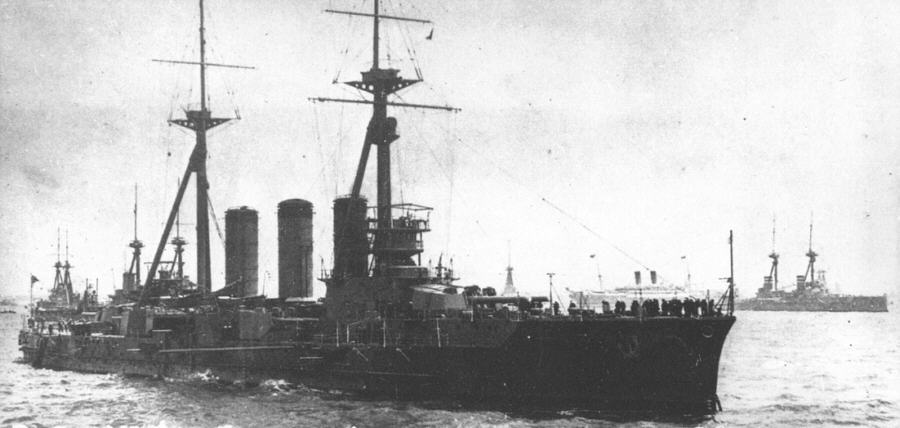
Kurama

Výzbroj tvořily čtyři 305mm kanóny ve dvoudělových věžích, které doplňovalo osm 203mm kanónů ve dvoudělových věžích. Dále nesly čtrnáct 120mm kanónů, čtyři 76mm kanóny a tři 457mm torpédomety. Pohonný systém Ibuki tvořilo 18 kotlů Miyabara a parní turbíny Curtis o výkonu 24 000 hp, pohánějící dva lodní šrouby. Nejvyšší rychlost dosahovala 21,5 uzlu. Druhá jednotka Kurama měla 28 kotlů Mijabara a dva parní stroje s trojnásobnou expanzí o výkonu 22 500 hp, pohánějící dva lodní šrouby. Nejvyšší rychlost dosahovala 20,5 uzlu. Dosah byl 9000 námořních mil při rychlosti 10 uzlů.